# Per-Anders Gullö
Per-Anders Gullö, även kallad P-A Gullö, född 1959 i Karlstad, är en svensk sportkommentator i de Kinneviksägda TV-kanalerna.
Han började arbeta på TV3 1987 och 2003 startade han produktionsbolaget Dream Team Production AB.